# The Divine Wings of Tragedy
The Divine Wings Of Tragedy је трећи албум северноамеричког прогресив метал бенда Symphony X.

## Извођачи
- - Све електричне и акустичне гитаре
- - Вокал
- - Клавијатура
- - Бас
- - Бубњеви